# Nacionalisme quebequès

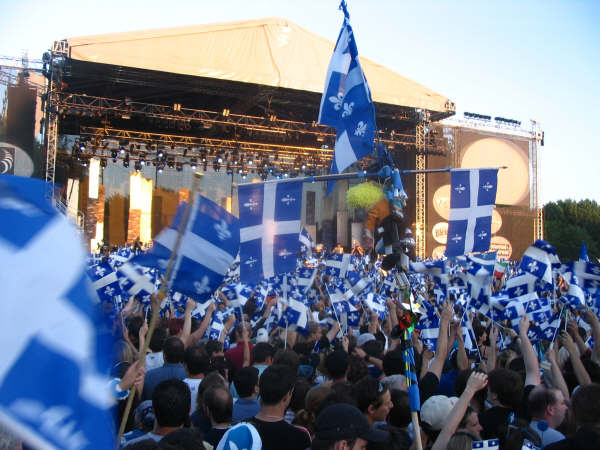
Celebració de la Fête Nationale du Québec ("Festa Nacional del Quebec") el 24 de juny de 2006 en el parc Maisonneuve de Montréal.

Tot i pertànyer a la confederació canadenca, el nacionalisme quebequès va seguir latent en una regió amb una cultura i idioma diferents a la resta del Canadà. Tot i que en la primera meitat del segle xx el nacionalisme quebequès es pot considerar com un moviment feble, les eleccions de 1962 van significar un clar triomf per als partidaris d'una major autonomia en el si de la confederació, tendència que es va anar consolidant posteriorment.
D'altra banda els grups independentistes que van destacar en la dècada de 1960 no van aconseguir consolidar-se plenament, encara que van rebre un notable impuls després de la visita de Charles de Gaulle a Quebec (juliol-agost de 1967). L'activitat dels independentistes va derivar llavors en accions armades, com el segrest i assassinat del ministre de Treball i vice-premier Pierre Laporte (octubre de 1970), realitzat pel Front d'Alliberament del Quebec (Front de Libération du Quebec, FLQ). Aquest mateix any, el Govern federal del Canadà va acceptar a l'idioma francès com a llengua cooficial per frenar el corrent nacionalista.
A les eleccions de 1973, guanyades pel Partit Liberal del Quebec (Parti libéral du Quebec, PLQ), l'acabat de crear Partit Quebequès (Parti Québécois, PQ) aconseguí el 30% dels vots, i venceria posteriorment en les eleccions de novembre de 1976.
El seu líder, René Lévesque, va ser elegit primer ministre de la província, en la qual es va imposar una política d'accentuat autonomisme. No obstant això, la seva política de "estat lliure associat", portada a referèndum al Quebec el maig de 1980, va ser derrotada, cosa que no va ser obstacle per al seu triomf en les eleccions d'abril de 1981, si bé la seva política posterior es va caracteritzar per la prioritat que se li va donar a les qüestions econòmiques pel que fa a la reivindicació nacionalista. Això va fer que en el congrés extraordinari del Partit Quebequès, celebrat el gener de 1985, un sector independentista es van escindir del partit i creés l'Agrupació Democràtica per la Independència (Rassemblement démocratique pour l'indépendance, RDI).
A l'octubre de 1985, Levesque va dimitir com a president del Partit Quebequès i Pierre Marc Johnson va ser elegit per succeir-lo com a tal com a primer ministre de la província.
Després de ser adoptada per una àmplia majoria de 266 vots contra 16, el 27 de novembre de 2006, la Cambra dels Comuns, va aprovar una resolució que reconeix a Quebec com "una nació" dins d'"un Canadà unit", un gest sobre tot simbòlic, que no obstant suscita inquietuds per la unitat del país. El ministre d'afers intergovernamentals, Michael Chong, va renunciar el mateix dia al seu càrrec en protesta per la resolució proposada pel primer ministre.
El Govern Central del Canadà reconeix la Declaració d'independència de Kosovo el 17 de febrer de 2008, però manté la seva posició anti-independència del Quebec.